# پهن‌پرک‌ها
پهن‌پرک‌ها (نام علمی: Platyptilia) یکی از سرده‌های شاپرک از خانواده شاپرکیان پردار است. این سرده توسط Jacob Hübner در سال ۱۸۲۵ توصیف شد. واژهٔ یونانی Platy به معنی پهن و واژهٔ Ptilinum به معنی پر است.